# Robert Ingersoll
Robert Green Ingesoll (Dresden, Yates megye, New York, 1833. augusztus 11. – Dobbs Ferry, New York állam, 1899. július 21.) amerikai polgárháborús veterán (az ezredesi rangig vitte), politikai vezető és szónok. A szabadgondolkodás aranykorának ideje alatt kiállt az agnoszticizmus védelmében.

## Élete
Robert Ingersoll a New York állambeli Dresdenben született. Apja, John Ingersoll a rabszolgafelszabadítás prédikátora, akinek radikális nézetei miatt a család gyakran költözni kényszerült, mielőtt végleg letelepedett volna Peoriában, Illinois államban.
Az amerikai polgárháború beköszöntével besorozták a 11. Illinois Lovasezredbe, ahol parancsnoki kinevezést kapott. Az ezred harcolt a Shiloh-i csatában. Ingersollt később foglyul ejtették, majd szabadon engedésekor megfogadta, soha többé nem harcol, ami gyakori felfogás volt a háború korai szakaszában. 
A háború után az Illinois állambeli legmagasabb ügyvédi posztot töltötte be. Lelkes támogatója volt a Republikánus Pártnak, habár soha nem töltött be semmilyen választott pozíciót. Ennek ellenére aktív párttag volt.

## Ügyvédi pályafutása
Választóbeszédéről híres, melyet James G. Blaine elnökké választásának érdekében mondott. A beszéd sikertelen volt, ám a megtisztelő "Tolldíszes Lovag" becenevet kapta, és a politikai szónoklat egyik alapmodellje lett. Ismert még szintén egy választóbeszédért, amely a "Boldog Harcos" nevet kapta, ezenkívül védett egy New Jersey-i embert, akit istenkáromlással vádoltak.

## Szónoki karrierje
Beszédeit fejből mondta, olykor mégis megesett, hogy több mint 3 órásra sikeredett az előadás. Radikális nézetei a vallásról, rabszolgatartásról, a női egyenjogúságról és más témákról, megelőzték ügyvédi hírnevét. Az illinois-i republikánusok próbálták rávenni, hogy induljon a kormányzói választáson azzal a feltétellel, hogy titokban tartja agnoszticizmusát a kampány alatt. Ezt elutasította, mivel erkölcstelennek tartott bármit is eltitkolni a nagyközönség előtt.
Beszédeiben támogatta a szabadgondolkodást és humanizmust, gyakran űzött tréfát a vallásból. Ezért a sajtó sokszor támadta, de már semmi sem tudta megállítani növekvő népszerűségét.

## Halála
Ingersoll vértolulásos szívelégtelenségben halt meg 65 évesen. Nem sokkal halála után nagybátyja, Clinton P. Farrell összegyűjtötte beszédeinek másolatait és kiadatta.

## Fordítás
- Ez a szócikk részben vagy egészben  a   Robert_G._Ingersoll című angol Wikipédia-szócikk fordításán alapul.  Az eredeti cikk szerkesztőit annak laptörténete sorolja fel. Ez a jelzés csupán a megfogalmazás eredetét és a szerzői jogokat jelzi, nem szolgál a cikkben szereplő információk forrásmegjelöléseként.